# Teoria de De Broglie-Bohm

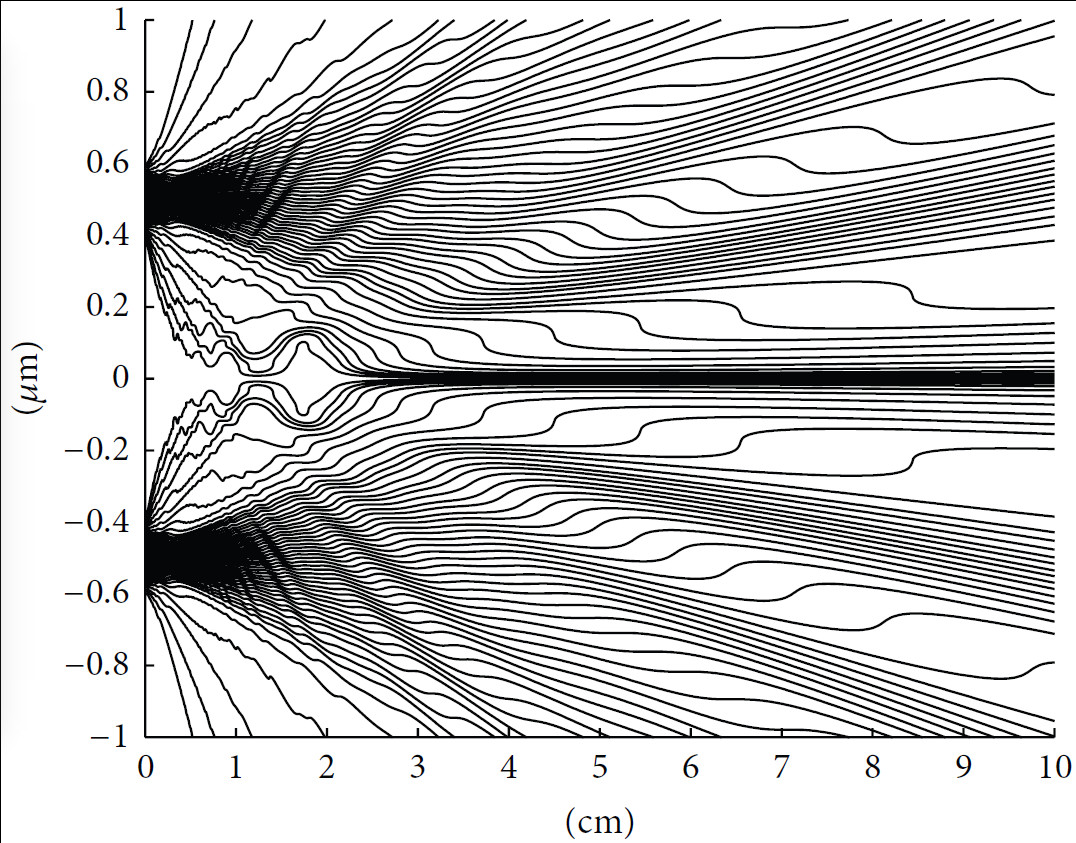
Les trajectòries de Bohmi per a un electró que passa per l'experiment de dues escletxes. També es va extrapolar un patró similar a partir de mesures febles de fotons únics.

La teoria de De Broglie-Bohm, també coneguda com a teoria de l'ona pilot, mecànica de Bohm, interpretació de Bohm i interpretació causal, és una interpretació de la mecànica quàntica. A més de la funció d'ona, també postula que existeix una configuració real de partícules fins i tot quan no s'observen. L'evolució en el temps de la configuració de totes les partícules està definida per una equació guia. L'evolució de la funció d'ona al llarg del temps ve donada per l'equació de Schrödinger. La teoria porta el nom de Louis de Broglie (1892–1987) i David Bohm (1917–1992).
La teoria és determinista i explícitament no local: la velocitat de qualsevol partícula depèn del valor de l'equació guia, que depèn de la configuració de totes les partícules considerades.
Les mesures són un cas particular dels processos quàntics descrits per la teoria i donen lloc a les prediccions quàntiques estàndard generalment associades amb la interpretació de Copenhaguen. La teoria no té un "problema de mesura", a causa del fet que les partícules tenen una configuració definida en tot moment. La regla de Born en la teoria de De Broglie-Bohm no és una llei bàsica. Més aviat, en aquesta teoria, l'enllaç entre la densitat de probabilitat i la funció d'ona té l'estatus d'una hipòtesi, anomenada "hipòtesi d'equilibri quàntic", que és addicional als principis bàsics que regeixen la funció d'ona.
La teoria va ser desenvolupada històricament a la dècada de 1920 per De Broglie, qui, el 1927, es va persuadir d'abandonar-la a favor de la interpretació de Copenhaguen, aleshores dominant. David Bohm, insatisfet amb l'ortodòxia imperant, va redescobrir la teoria de l'ona pilot de De Broglie el 1952. Aleshores, els suggeriments de Bohm no van ser àmpliament rebuts, en part per motius no relacionats amb el seu contingut, com ara les afiliacions comunistes juvenils de Bohm. La teoria de De Broglie-Bohm va ser àmpliament considerada inacceptable pels teòrics principals, sobretot a causa de la seva no localitat explícita. Sobre la teoria, John Stewart Bell, autor del teorema de Bell de 1964, va escriure el 1982:
Bohm va mostrar explícitament com es podien introduir els paràmetres en la mecànica ondulatòria no relativista, amb l'ajuda de la qual la descripció indeterminista es podia transformar en una determinista. Més important encara, al meu entendre, es podria eliminar la subjectivitat de la versió ortodoxa, la referència necessària a l'"observador"... Però, llavors, per què en Born no m'havia parlat d'aquesta "ona pilot"? Si fos només per assenyalar què hi havia de dolent? Per què von Neumann no ho va considerar? Més extraordinàriament, per què la gent va continuar produint proves d'"impossibilitat", després de 1952, i tan recentment com el 1978?... Per què s'ignora la imatge de l'ona pilot als llibres de text? No s'ha d'ensenyar, no com a única via, sinó com un antídot a la complaença imperant? Per mostrar-nos que la vaguetat, la subjectivitat i l'indeterminisme no ens obliguen fets experimentals, sinó una tria teòrica deliberada?